# Gorenja vas-Poljane
Gorenja vas-Poljane é um município da Eslovênia. A sede do município fica na localidade de Gorenja vas, na região da Alta Carniola.